# Aserradores
Aserradores är en badort och en comarca i kommunen El Viejo i västra Nicaragua. Den ligger i ett estuarium vid Stillahavskusten, en halv kilometer från en lång sandstrand. Comarcan har 623 invånare (2005).

## Gästhamn
Aserradores har Nicaraguas finaste gästbåtshamn, Marina Puesta del Sol, som är populär bland Stilla havets långfärdsnöjesseglare. Den ligger i estuariet med samma namn, väl skyddad från havet av ön Isla de Aserradores.

## Aktiviteter
Från Aserradores går det en 500 meter lång gångstig till en lång sandstrand med fina badmöjligheter. Där finns en av de bästa surfingvågorna i Centralamerika, The Boom. I skogen ner mot havet finns det också fina möjligheter för vandring och ridning. I Aseradoresestuariet kan med kayak eller andra småbåtasturer utöva fiske eller fågelskådning bland de mäktiga mangroveskogarna.